# Motorola ROKR EM30
Motorola EM3O es un teléfono móvil. Fue diseñado en 2008 con memoria de teléfono de almacenamiento de 18,5MB y de externa 8GB tiene teclado táctil con teclas abc y teclas mp3 este teléfono dispone de Sistema operativo Java y Linux.
Tiene audífonos de 3,5 mm y Bluetooth. Este dispositivo tiene diferentes líneas de red como Digitel que dispone de BAM (Banda Ancha Móvil) el teléfono no dispone de WI-FI, se le instalan programas de solo formato .jar o .jad 
Se le instalan programas de skins o temas en la página web Motorola Phone Tools y para descargar música esta la página web Windows Media Player 11
- Datos: Q83509974